# David Santiago Barrero
Santiago Barrero (Bogotá, Colombia, 26 de febrero de 2000) es un futbolista colombiano. Juega en la posición de centrodelantero y actualmente se encuentra en Santo Andre de la segunda división de Brasil

## Trayectoria

### Millonarios
Jugó en la escuela de fútbol Atlético Rionegro de la Liga de Antioquía. Llega a Millonarios de cara al segundo semestre de 2017 donde debutara como futbolista profesional, esto gracias a sus actuaciones con la Selección Colombia sub-17.

## Selección nacional
Fue convocado por Orlando Restrepo para disputar el Campeonato Sudamericano de Fútbol Sub-17 de 2017 en febrero de 2017.
Debutó en la Selección Colombiana sub-17 el 23 de febrero de 2017, frente a Selección ecuatoriana sub-17, donde también marcaría su primer gol a los 72 minutos del partido, abriendo el marcador que finalizó 1-2 a favor de la Selección Colombiana sub-17

### Participación Sudamericanos
| Campeonato                  | Sede  | Resultado  | Partidos | Goles |
| --------------------------- | ----- | ---------- | -------- | ----- |
| Sudamericano Sub-17 de 2017 | Chile | Fase final | 8        | 3     |

### Participaciones en Copas del Mundo
| Mundial                     | Sede  | Resultado        | Partidos | Goles |
| --------------------------- | ----- | ---------------- | -------- | ----- |
| Copa Mundial Sub-17 de 2017 | India | Octavos de final | 1        | 0     |

## Clubes
| Club        | País     | Temporadas  |
| ----------- | -------- | ----------- |
| Millonarios | Colombia | 2017 - 2019 |
| Benfica II  | Portugal | 2020 - 2021 |

Santó Andrade.       Brazil.              2021-2025

## Estadísticas
Actualizado al último partido jugado.
| Millonarios · Colombia |               |               |   |   |   |   |   |   |   |   |
| 1ª | 2017          | 0             | 0 | 0 | 0 | — | — | 0 | 0 |   |
| Total club | Total club    | 0             | 0 | 0 | 0 | 0 | 0 | 0 | 0 |   |
| Total carrera | Total carrera | Total carrera | 0 | 0 | 0 | 0 | 0 | 0 | 0 | 0 |
| (1) Incluye datos de la Copa Colombia . (2) Incluye datos de Copa Libertadores. (3) No incluye goles en partidos amistosos. |               |               |   |   |   |   |   |   |   |   |